# Хатия
Хатия (бенг. হাতিয়া, англ. Hatiya) — город на юго-востоке Бангладеш, административный центр одноимённого подокруга. Расположен на одноимённом острове. Площадь города равна 25,72 км². По данным переписи 2001 года, в городе проживало 8085 человек, из которых мужчины составляли 49,93 %, женщины — соответственно 50,07 %. Плотность населения равнялась 314 чел. на 1 км². Уровень грамотности населения составлял 25,2 % (при среднем по Бангладеш показателе 43,1 %). 